# Veitchia filifera
Veitchia filifera är en enhjärtbladig växtart som först beskrevs av Hermann Wendland, och fick sitt nu gällande namn av Harold Emery Moore. Veitchia filifera ingår i släktet Veitchia och familjen Arecaceae. Inga underarter finns listade i Catalogue of Life.